# Beembe
El beembe és una llengua de la subfamília kongo de les llengües bantus, que es parla a la República del Congo. El seu codi ISO 639-9 és beq.
El beembe es parla al districte de Mouyondzi, a la regió Bouenza.
El beembe és una llengua diferent del bembe, que es parla a la República Democràtica del Congo.
Té els dialectes keenge (kikeenge) i Yari (kiyari).